# ليوناردو بونزيو
ليوناردو دانييل بونزيو (بالإسبانية: Leonardo Ponzio)‏ (مواليد 29 يناير 1982 في لاس روساس - الأرجنتين) لاعب كرة قدم أرجنتيني يحمل أيضا الجنسية الإيطالية يلعب حاليا لصالح نادي الدرجة الأولى ريال سرقسطة الإسباني منذ 2009 في مركز الوسط المدافع كما يجيد اللعب في مركز الوسط المحوري والأيمن وقلب الدفاع والظهير الأيمن .

## مسيرته الكروية
لعب ليوناردو بونزيو خلال مسيرته الاحترافية مع 3 أندية في خمسة وعشرون موسمًا وسجل خلالها 29 هدفًا ضمن 525 مباراة. حيث فاز في أربعة مواسم بالكأس وفي موسمين بالدوري.
خاض ليوناردو بونزيو مسيرته مع FC Barcelona (beach soccer) ‏ في موسم 1999–00 ليلعب معه أربعة مواسم، مشاركًا في 90 مباراة سجل خلالها 9 أهداف. ثم انتقل إلى نادي ريال سرقسطة في موسم 2003–04 في المرة الأولى ليلعب معه أربعة مواسم ثم في موسم 2008–09 ليلعب معه أربعة مواسم، حيث شارك طوالها في 214 مباراة سجل خلالها 11 هدفًا. لينتقل بعدها إلى نادي ريفر بليت في موسم 2006–07 في المرة الأولى واستمر معه طيلة ثلاثة مواسم ثم في موسم 2011–12 ليلعب معه عشرة مواسم، مشاركًا طوالها في 221 مباراة سجل خلالها 9 أهداف.

## روابط خارجية
- ليوناردو بونزيو على موقع الاتحاد الدولي (مؤرشف)  (الإنجليزية)
- ليوناردو بونزيو على موقع قاعدة بيانات كرة القدم.إي يو (الإنجليزية)
- ليوناردو بونزيو على موقع ناشيونال فوتبول تيمز (الإنجليزية)
- ليوناردو بونزيو على موقع Soccerway.com (الإنجليزية)
- ليوناردو بونزيو على موقع AS.com (الإسبانية)